# Banksolpium magnum
Banksolpium magnum är en spindeldjursart som beskrevs av William B. Muchmore 1986. Banksolpium magnum ingår i släktet Banksolpium och familjen Olpiidae. Inga underarter finns listade.